# خانه سدیدی
خانه سدیدی (امیری) مربوط به اواخر دوره قاجار است و در سبزوار، خیابان بیهق، بیهق غربی، کوچه کلاه فرنگی واقع شده و این اثر در تاریخ ۲۲ مرداد ۱۳۸۴ با شمارهٔ ثبت ۱۳۱۵۲ به‌عنوان یکی از آثار ملی ایران به ثبت رسیده است.